# Deb Haaland
Debra A. Haaland (Winslow, 2 de dezembro de 1960) é uma política norte-americana do Novo México que atualmente serve como Secretária do Interior dos Estados Unidos desde março de 2021. Ela é membro do Partido Democrata e foi presidente de seu partido no Novo México. Em 2018, ela se candidatou para a Câmara dos Representantes dos Estados Unidos para representar o primeiro distrito congressional do Novo México, e venceu a eleição contra Janice Arnold Jones em 6 de novembro de 2018.
Em 17 de dezembro de 2020, Haaland foi designada pelo presidente eleito Joe Biden para ocupar o cargo de Secretária do Departamento do Interior dos Estados Unidos em seu governo. Assim, ela se tornaria a primeira nativa-americana a ocupar um cargo de alta patente num gabinete presidencial. Ela foi confirmada pelo Senado em 15 de março de 2021.

## Início da vida e educação
Debra A. Haaland nasceu em Winslow, estado do Arizona. Ela é de origem nativo-americana, sendo  membro do povo Kawaik (Laguna Pueblo). Seu pai, JD Haaland, um norueguês-americano, era um veterano do Corpo de Fuzileiros Navais dos Estados Unidos e recebedor da Estrela de Prata por suas ações no Vietnã; ele foi enterrado com honras militares no Cemitério Nacional de Arlington em 2005. Sua mãe, Mary Toya, uma nativa americana, serviu na Marinha dos Estados Unidos. Ela tem três irmãs e um irmão.
Haaland obteve seu título de Bachelor of Arts pela Universidade do Novo México em 1994. Ela ganhou seu Juris Doctor em Direito Indiano pela Faculdade de Direito da Universidade do Novo México em 2006. Ela foi a administradora tribal do San Felipe Pueblo de janeiro de 2013 a novembro de 2015.

## Carreira política
Em 2012, Haaland atuou na campanha de reeleição de Barack Obama, organizando atos políticos no estado do Novo México. Ela concorreu ao cargo de vice-governadora do Novo México em 2014. Sua candidatura, na chapa de Gary King, candidato do partido Democrata para o governo do Novo México, perdeu para a candidatura republicana de Susana Martinez e John Sanchez. Ela foi eleita para um mandato de dois anos como presidente do Partido Democrata no Novo México em abril de 2015. Durante seu mandato, os democratas recuperaram o controle da Câmara dos Deputados do Novo México.
Após a expiração de seu mandato, ela anunciou sua intenção de concorrer à Câmara dos Representantes dos Estados Unidos no primeiro distrito congressional do Novo México, nas eleições de 2018, para suceder Michelle Lujan Grisham, que estava concorrendo para governadora. Haaland derrotou Damon Martinez para ganhar a nomeação do Partido Democrata em junho de 2018. Após a sua bem sucedida eleição contra Janice Arnold Jones em 6 de novembro de 2018, Haaland se tornou uma das duas primeiras mulheres nativas americanas no Congresso dos Estados Unidos, ao lado de Sharice Davids.
Haaland se identifica como uma progressista que apoia o Green New Deal e o Medicare for All.
Em dezembro de 2020, Deb foi indicada por Joe Biden para servir como Secretária do Interior dos Estados Unidos no seu governo. Ela aceitou e em março foi confirmada pelo Senado para assumir o gabinete.